# 喬治·鮑多克
喬治·亨利·伊沃爾·鮑多克（英語：George Henry Ivor Baldock；1993年3月19日—2024年10月9日），希臘足球運動員，場上司职右翼衛，生前最後效力希臘甲球隊帕纳辛奈科斯。2024年10月9日被發現倒斃於家中的泳池。

## 榮譽
雪菲爾聯
- 英格蘭足球冠軍聯賽 second-place promotion：2018–19[4]

個人
- 米尔顿凯恩斯年度最佳青訓球員：2010–11[5]
- 米尔顿凯恩斯年度最佳年青球員：2015–16[6]
- 英格蘭職業足球運動員協會年度最佳陣容：2015–16 英格蘭足球乙級聯賽

## 外部連結
- 足球数据库：喬治·鮑多克的球员统计数据
- Profile at MK Dons official website